# Dlhá Ves
Dlhá Ves este o comună slovacă, aflată în districtul Rožňava din regiunea Košice. Localitatea se află la altitudinea de 332 m deasupra n.m., se întinde pe o suprafață de 10,75 km2 și în 2017 număra 561 de locuitori.

## Istoric
Localitatea Dlhá Ves este atestată documentar din 1332.

## Demografie
| An:                | 1994 | 2004   | 2014   | 2024   |
| ------------------ | ---- | ------ | ------ | ------ |
| Număr de persoane: | 660  | 598    | 564    | 527    |
| Diferență:         |      | −9,39% | −5,68% | −6,56% |

| An:                | 2023 | 2024   |
| ------------------ | ---- | ------ |
| Număr de persoane: | 515  | 527    |
| Diferență:         |      | +2,33% |